# Alexander Courage
Alexander Courage (Filadelfia, 10 dicembre 1919 – Pacific Palisades, 15 maggio 2008) è stato un compositore e arrangiatore statunitense.

## Biografia
Ha composto musiche per film e serie televisive, tra cui il tema principale di Star Trek del 1966.

## Filmografia parziale

### Compositore

#### Cinema
- Furia selvaggia - Billy Kid (The Left Handed Gun), regia di Arthur Penn (1958)
- La notte senza legge (Day of the Outlaw), regia di André De Toth (1959)
- Superman IV (Superman IV: The Quest for Peace), regia di Sidney J. Furie (1987)
- Star Trek: Section 31, regia di Olatunde Osunsanmi (2025)

#### Televisione
- Il magnifico King (National Velvet) - serie TV, 58 episodi (1960-1962)
- Lost in Space - serie TV, episodi 2x03-2x04 (1966)
- Daniel Boone - serie TV, 1 episodio (1966)
- Star Trek - serie TV (1966-1969)
- Custer - serie TV, 1 episodio (1967)
- Al banco della difesa (Judd for the Defense) - serie TV, 49 episodi (1967-1969)
- Una famiglia americana (The Waltons) - serie TV, 157 episodi (1972-1981)
- Star Trek: Enterprise E - serie TV, 7 episodi (2011-2018)
- Star Trek: Antyllus - serie TV, 4 episodi (2015-2019)
- Young Sheldon - serie TV, episodi 1x09-3x16 (2017-2020)
- Star Trek: Discovery - serie TV, 65 episodi (2017-2024)
- Star Trek: Short Treks - serie TV, episodi 2x04-2x05 (2019)
- Star Trek: Picard - serie TV, 11 episodi (2020-2023)
- Star Trek: Lower Decks - serie animata, 50 episodi (2020-2024)
- Star Trek: Strange New Worlds - serie TV, 20 episodi (2022-2023)
- Star Trek: New Voyages - serie TV, 4 episodi (2011-2023)
- Star Trek: Prodigy - serie animata, episodio 2x18 (2024)

## Riconoscimenti (parziale)
- Primetime Emmy Awards
  - 1988 - Miglior risultato nella direzione musicale per Julie Andrews...The Sound of Christmas (condiviso con altri).[2]